# Туризм в Забайкальском крае
Туризм в Забайкальском крае — рекреационная деятельность в Забайкальском крае.
Города Чита, Нерчинск, Сретенск, Петровск-Забайкальский и Шилка имеют статус исторических.

## Направления
Спортивная составляющая связана с рафтингом (река Буркал), скалолазанием, сплавами по рекам Менза и Онон, конными маршрутами и велосипедными путешествиями. Для этих целей разработано более 100 спортивно-туристских маршрутов, совокупная протяженность которых по горам составляет 1600 км, по лесам — 18000 км.
К познавательным маршрутам относятся «Каменноугольное море Гутая и Мергеня, его обитатели», «Мезозойский лес Чикойской впадины», «Алханайская тропа», «Ламский городок», в том числе урочище Адун-Челон, озеро Амудиссы, Приаргунская палеонтологическая зона.
Этнотуризм связан с культурой малочисленных народов, таких как эвенки. Проводятся туры на северных оленях.
На территории Забайкалья обнаружены древние городища гуннов. Кондуйский городок — один из памятников эпохи Чингисхана.
К событиям, привлекающим гостей, относятся Забайкальский международный кинофестиваль, туристический фестиваль на Кодаре.

## Туристские зоны

### Юго-Запад
Занимает первую позицию в спортивном и познавательном отношении. Здесь находится Сохондинский заповедник. Территория позволяет организовывать водные походы до пятой категории сложности, пешеходные и лыжные до четвертой, велосипедные и горные до второй. Возможны трансграничные путешествия в Монголию и Китай.
Главные памятники природы: озёра Шебеты и Арей, скальный ансамбль (байсаниды) Ламский Городок. Познавательным потенциалом обладают Чикойский монастырь, самобытная культура семейских (берега реки Чикой), хранилище тибетского канона «Ганджур» Бурсомонский дацан. Город Петровск-Забайкальский — место ссылки и захоронения декабристов.

### Юг и Восток
Эти зоны менее сложны для путешествий, но интересны своим культурными и природными достопримечательностями. К ним относятся  Алханайский национальный парк, охранная зона заповедника «Даурский», памятники археологии, палеонтологии, скальные останцы Адун-Челона, памятники бурятской национальной культуры — Цугольский и Агинский дацаны.

### Центр
К нему относятся окрестности Читы и Ивано-Арахлейские озёра, которые выделяют эту зону по количеству посетителей. В городе Сретенск расположен Сретенский острог. Высоким познавательным и рекреационным потенциалом обладает территория между городом Читой и озером Арахлей. Здесь находятся памятники природы "Красная Горка", "Скалы Дворцы", "Водораздельная гора на Яблоновом хребте"(г. Палласа, "Великий Исток"). На гору Палласа ежегодно в марте совершаются массовые восхождения. Т.У. Жалсарайн показано, что здесь находится стык речных систем Енисея, Лены и Амура - одних из крупнейших речных систем в мире.

### Север
Отмечен остроконечными вершинами хребта Кодар и высшей точкой Забайкалья — Пиком БАМ. Хребет обладает современными ледниками, сложными перевалами и бурными реками, многочисленными водопадами и высокогорными озёрами, включая песчаную пустыню на вечной мерзлоте (Чарская впадина) и потухшими вулканами. Здесь же находятся остатки Борского ИТЛ, где добывался уран.

## Санатории
Действуют санатории «Дарасун», «Кука», «Карповка», «Молоковка».